# Toña Pineda
Toña Pineda (Caracas; 19??) es una cuentacuentos, escritora, clown y músico venezolana afincada en España.
Ha realizado giras por diferentes países como  Bolivia, Guatemala, España y Venezuela  realizando narraciones orales y contando cuentos.

## Biografía
Nacida en Caracas, emigra a Barcelona y se inicia en la narración oral en el año 2001 en la "Casa de los Cuentos", aprendizaje que le ha llevado por los escenarios de varios países de habla hispana. Es colaboradora del Banco del Libro y Payasos Sin Fronteras, y ha participado como payaso de hospital con el grupo Doctor Yaso.